# Mount Mitchell, Antarktis
Mount Mitchell är ett berg i Antarktis. Det ligger i Östantarktis. Nya Zeeland gör anspråk på området. Toppen på Mount Mitchell är 1 826 meter över havet, eller 847 meter över den omgivande terrängen. Bredden vid basen är 4,6 km.
Terrängen runt Mount Mitchell är bergig norrut, men söderut är den kuperad. Trakten är obefolkad. Det finns inga samhällen i närheten.